# Caspar Jenny (Dichter)
Caspar Jenny (* 17. März 1971 in Basel) ist ein Schweizer Dichter und Kunstmaler.

## Leben
Aufgewachsen in Griechenland (Insel Ios) und im Kanton Tessin (Dorf Carona) in einer Künstlerkommune. Nach dem Abitur als freischaffender Kunstmaler in diversen Ateliers tätig. 1998 Kurzfilm In nuce – Ein Filmpoem für 3sat. Reisen nach Indien und Südostasien. Von 2003 bis 2010 Studium der Philosophie, Germanistik und Ethnologie. In seiner Lizentiatsarbeit beschäftigte er sich mit der politischen Philosophie von Karl Jaspers. Er arbeitet seit 2008 als Asylbeobachter für ein Hilfswerk (SAH). Er veröffentlichte einige Essays und Gedichte in etcetera, Krautgarten und Der Dreischneuß. Das Stalker Magazine bewertete den Roman Der Waran mit 7 von 10 Punkten und meinte dazu, dass das Buch harte Kost sei, und den Finger in die Wunde unserer Gesellschaft lege.
Fotografien für Basler Trouvaillen mit Christoph Goichon (Text und Idee). Der unkonventionelle Stadtführer vertritt eine Philosophie des Flanierens, d. h. die Entdeckung der Langsamkeit in einer beschleunigten Welt. Die schwarz-weiss gehaltenen Fotografien tragen zu dieser Entschleunigung bei. Der Titel wurde in der Badischen Zeitung unter der Überschrift "Zutritt nur auf Umwegen" besprochen.
Sein Vater ist der Schriftsteller und Verleger Matthyas Jenny, seine Schwester die Schriftstellerin Zoë Jenny.
Seit 2016 arbeitet er im Bereich der Erwachsenenbildung als Deutschlehrer für Fremdsprachige im K5 Kurszentrum in Basel.
Im Herbst 2024 erschien eine Biographie über seinen Vater Matthyas Jenny (1945–2021), die er mit seiner Schwester Zoë zusammen geschrieben hat. Entstanden ist ein dreistimmiges Werk, das literarische Texte von Matthyas Jenny und den Texten seiner Kinder verflechtet.

## Veröffentlichungen
- Im Rückstoss des Tages. Gedichte. Zwiebelzwerg Verlag, Willebadessen 2012, ISBN 978-3-86806-319-6.
- Der Waran. Roman. Killroy media, Ludwigsburg 2015, ISBN 978-3-931140-15-1.
- Basler Trouvaillen, Ein Wegweiser zu sonderbaren Orten, geheimen Plätzen und unbekannten Sehenswürdigkeiten. IL-Verlag, Basel 2017, ISBN 978-3-906240-65-7.
- Die Nachtmaschine, Matthyas Jenny: Ein literarisches Leben. Zytglogge Verlag, Schwabe Verlagsgruppe AG, Basel 2024, ISBN 978-3-7296-5170-8